# Carex putuoensis
Carex putuoensis är en halvgräsart som beskrevs av S.Yun Liang. Carex putuoensis ingår i släktet starrar, och familjen halvgräs. Inga underarter finns listade i Catalogue of Life.